# Il sangue degli altri (romanzo)
Il sangue degli altri (Le Sang des autres) è un romanzo di Simone de Beauvoir del 1945.
Il romanzo descrive le vite di diversi personaggi della Parigi prima e durante la seconda guerra mondiale, esplorando i temi della libertà e della responsabilità.
Il romanzo ha ispirato l'omonimo film di Claude Chabrol del 1984.

## Trama
Nella Francia sotto l'occupazione tedesca, Jean Blomart è ai piedi del letto in cui la sua amante Hélène giace morente. Attraverso una serie di flashback viene raccontata la storia dei due personaggi e della loro relazione.
Jean, un giovane gravato dai sensi di colpa per la sua vita di borghese privilegiato, si unisce al Partito Comunista e rompe i rapporti con la propria famiglia, determinato a seguire la propria strada nella vita. Dopo la morte di un amico in una protesta politica, della quale si sente colpevole, Jean lascia il partito e si concentra sulle attività sindacali. 
Hélène lavora nel negozio di dolciumi della sua famiglia e porta avanti una convenzionale storia d'amore con il suo fidanzato Paul. Tuttavia, insoddisfatta della sua vita sentimentale, incontra Jean. Il ragazzo la colpisce profondamente e cerca occasioni per rivederlo. Inizialmente lui la respinge per rispetto dell'amico Paul. Vedendosi rifiutata, Hélène ha una relazione spericolata con un altro uomo, in seguito alla quale deve procurarsi un aborto. Jean, suo malgrado, si trova ad assisterla in tale frangente, e in seguito iniziano ad avere una relazione, sebbene Jean sappia di non amarla veramente.
Quando la Francia entra nella seconda guerra mondiale, Jean si arruola, non vedendo altro modo di ottenere un cambiamento se non attraverso un conflitto violento. Hélène, contro la volontà di Jean, riesce a farlo trasferire dal fronte verso una località più sicura. Sentendosi tradito da lei, Jean rompe la loro relazione. Mentre le forze tedesche avanzano verso Parigi, Hélène fugge ed è testimone della sofferenza dei rifugiati. Tornata a Parigi, comincia a uscire con un tedesco col quale collabora, ma ben presto si accorge di quello che i suoi connazionali stanno soffrendo.
Per mettere al riparo la propria amica ebrea Yvonne dai rastrellamenti tedeschi, Hélène si rivolge a Jean, che nel frattempo è diventato leader di un gruppo di resistenza. Anche Hélène comincia a partecipare alle attività del gruppo. Durante un'azione, Hélène viene gravemente ferita. Durante la notte Jean veglia su di lei, ed esamina il suo amore per Hélène e le conseguenze più ampie delle sue azioni. All'alba Hélène muore e Jean decide di continuare con gli atti di resistenza.

## Edizioni
- Simone de Beauvoir, Il sangue degli altri, Mondadori, 1991, ISBN 88-04-35434-8.